# Buala
Buala ist eine Kleinstadt mit 2813 Einwohnern auf der Salomonen-Insel Santa Isabel und zugleich Hauptort und Verwaltungszentrum der gleichnamigen Provinz sowie der viertgrößte Ort des Landes.

## Geographisches
Buala liegt an der südöstlichen Nordküste der 200 Kilometer langen Insel.
Der nächste internationale Flughafen befindet sich in 153 km Entfernung in der Landeshauptstadt Honiara auf Guadalcanal; der Regionalflughafen der Stadt Fera Airport liegt auf der vorgelagerten Insel Fera in 3 km Entfernung und wird mit Wassertaxis erreicht.
Die dicht bewaldeten Berge unmittelbar südwest- und westlich des Ortes erreichen Höhen bis über 1000 m, im Ausflugsziel Mount Sasari 977 m (−8,1666667, 159,55).
Das Klima ist tropisch mit hohen Niederschlagsraten.
Die Zonenzeit ist UTC+11.

## Wirtschaft
Die Energieversorgung erfolgte früher mittels Dieselgeneratoren, heute besteht ein Kleinwasserkraftwerk.

## Geschichte und Politik
Buala lag und liegt von den Kolonialzeiten bis zur Gegenwart wiederholt in einem Unruhegebiet, insbesondere auch im Pazifikkrieg zwischen Japanern und US-Amerikanern sowie deren Verbündeten.
Von 1886 bis zum Samoa-Vertrag (1899) gehörten Ort und Insel zum deutschen Kolonialreich im Pazifik.